# Хухра
Ху́хра — село в Україні, у Чернеччинській сільській громаді Охтирського району Сумської області. Розташоване на лівому березі Ворскли, в місці впадіння в неї річки Хухри та за 12 кілометрів від районного центу міста Охтирка і за 16 кілометрів від залізничної станції Охтирка. Через село проходить автошлях Н12 Суми — Полтава.
Населення становить 1811 осіб (2019). Орган місцевого самоврядування — Чернеччинська сільська рада.
Була центром Хухрянської волості. До кінця 2017 року була центром Хухрянської сільської ради. Останній сільський голова — Яцюк Михайло Васильович.

## Етимологія
Слово «Хухра» має тюркське походження. В калмицькій мові дієслово хухр-хухр гих означає копошитися. В новгородському діалекті зустрічалося слово ху́хря, а у калузькому — хухря́й, які значили нечеса, розтріпа, замазура.
В «Словарі української мови» Б. Д. Грінченка (1909) хухрити — лузати (насіння) (Лубенський повіт).
Крім цього, і зараз в Україні проживає кілька сотень людей з прізвищем Хухра — переважно в Львівській та Івано-Франківській областях.

## Географія
Село Хухра знаходиться на лівому березі річки Ворскла в місці впадання в неї річки Хухра, вище за течією на відстані в 1,5 км розташоване село Пилівка, нижче за течією на відстані 3 км розташоване село Лутище, на протилежному березі — село Попелівщина. Вище за течією річки Хухра на відстані 2,5 км розташоване село Перемога. Річка в цьому місці звивиста, утворює лимани, стариці і заболочені озера. До села примикають лісові масиви (сосна). Поруч проходить автомобільна дорога Н12.
Село розташоване у північно-східній частині Лівобережного степу, в південній частині Сумської області. Клімат помірно-континентальний, зими помірно холодні. Середня температура влітку +20°С, взимку −7°С. Вітер в теплу пору року переважно північно-західний, в холодну — південно-східний. Рельєф місцевості — рівнина з незначними перепадами та долинами Ворскли і Хухри.
У 2009 році 609 гектарів Хухрянської сільради передані національному природному парку «Гетьманський». А поблизу сіл Хухра і Журавне розташований один з найбільших заказників Сумщини — гідрологічний заказник загальнодержавного значення «Хухрянський» (площа 4591,6 га).

## Історичний нарис
На берегах Хухри люди селилися з давніх-давен. На околиці села археологами виявлене неолітичне поселення з майстернею крем'яних знарядь, досліджені залишки поселення бронзової доби, передскіфських і скіфських часів (8—4 століття до н. е.). Найдавніший археологічний шар відносять до бондарихінської культури. У VII столітті до н. е. на цьому місці існувало поселення чорнолісько-жаботинського типу. Поряд, на правому березі Ворскли, на південь від села Пилівка, знайдене поселення доби бронзи, залишки поселення скіфів і давньоруське городище.

### XVII—XIX століття
Село Хухра виникло в  XVII століття. Воно було заселене українцями — переселенцями з Волині. Про це свідчить чолобитна, подана в 1655 році охтирськими козаками Вольновському воєводі:

| «Прийшли ми в минулому в 1626 році з дальніх міст, з-за ріки Дніпра… від розорення від безбожних ляхів і татар… і прийшли у Вольновський повіт для городового будівництва (і Ромодановський за наказом царя наказав)… За рікою за Ворсклом… на річці на Охтирці та на річці Хухрі… устроїли нас будиночками своїми чоловік по 700 від і більше…» |
Протягом XVII—XVIII століття Хухра була сотенним містечком Охтирського слобідського полку. Землі на Хухрі «по жалуваній грамоті» належали Охтирському полковнику Івану Перехрестову
24 червня 1668 року відбулась битва під Хухрою, армія Війська Запорозького, очолювана Гетьманом Петром Дорошенком, погромила під Хухрою московське військо, очолюване воєводою Григорієм Ромодановським. Це військо прийшло в підмосковську Україну, щоб придушити протимосковське повстання, яке спалахнуло там на початку року, і дійшло до Котельви. Проте, дізнавшись про Раду на Сербинському Полі біля Диканьки й обрання Гетьманом обох сторін Дніпра Петра Дорошенка, війська Ромодановського почали тікати до Московщини. Під Хухрою їх наздогнав Петро Дорошенко і погромив. Бій тривав 5 годин, потім продовжився на околицях Охтирки.
Під час Північної війни в лютому 1709 року під Хухрою відбувалися запеклі бої між російським і шведським військом:

| «А як неприятель в Хухру на полковника Шамордіна наступив, в той час бій у них між собою був великий». |
Карл XII, особисто командуючи трьома кавалерійськими полками, розбивши 27 січня 1709 року росіян під Опішнею, раптово кинувся на Хухру. 8 лютого шведи зайняли містечко. За легендами, хухряни розсіялися хто куди.Також є легенда що батюшка Покровської церкви яка стояла в Хухрі в 1655-1930 рр,вийшов до шведської армії яка прийшла до села ,і молив їх нечипати село.  В решті, Хухра, як і більшість містечок Охтирщини, була спалена і розграбована при відступі шведів:

| «…І сжечь сім міст Коломак, Хухра, Лутища, Каплуновку, Красний кут, Городню, Марафку». |
В іменному переписі слобідських полків 1726 року Хухра записана як козацька слобода. Станом на 1732 рік в ній мешкало 1747 осіб, було 264 двори
З другої половини XIX століття Хухра — центр Хухрянської волості Охтирського повіту Харківської губернії, в яку входили села Лутище, Зарічне, Бугрувате та хутори. У 1864 році в Хухрі налічувалося 436 дворів із загальною кількістю населення 2446 чоловік. В селі було дві православні церкви — Миколаївська та Покровська, волосне правління, квартира станового пристава, поштове відділення.

### XX—XXI століття
Радянська окупація розпочалась у грудні 1917 року
У 1918 році в селі був організований більшовицький партизанський загін, яким командував М. Н. Лазаренко.
Окупація білою армією почалася в серпні 1919 року
Після закінчення Визвольних змагань і початку радянської окупації у 1920 році в Хухрі організований орган радянської влади — комнезам. 
На 1929 рік в селі діяли шість колгоспів: «Імені Леніна», «Імені Петровського», «Імені Сталіна», «Імені Ворошилова», «Імені Паризької Комуни» та «Імені Шевченка». На кінець масової колективізації (1936 рік) загальний озимий клин колективних господарств становив 1005 гектарів: «Імені Шевченка» — 460 га, «Імені Леніна» — 180 га, «Імені Паризької Комуни» — 130 га, «Імені Ворошилова» — 170 га, «Імені Петровського» — 135 га, «Імені Сталіна» — 120 га.
У 1933 році під час Голодомору вимерла майже половина жителів села. Люди вимирали цілими вулицями. Бригада з більш-менш міцних чоловіків збирала і ховала померлих у великих спільних могилах.

Після війни хухряни щороку вшановують пам'ять загиблих земляків.

На фронтах Німецько-радянської війни воювали 485 жителів Хухри, 206 з них за мужність і відвагу нагороджені орденами і медалями СРСР, 321 загинули смертю хоробрих. В період німецько-фашистської окупації в Хухра діяв партизанський загін М. М. Фененко.
14 жовтня 1941 року в село увійшли німці. У серпні 1941 року в Хухрі, а пізніше в Охтирці були сформовані невеликі партизанські загони під командуванням І. Є. Горобця, М. М. Фененка та П. П. Петренка. У січні 1942 року загін Фененка, не розгорнувши широких бойових дій, був розкритий, бійці заарештовані і страчені.
За період окупації німецькими загарбниками були повішені і розстріляні шестеро хухрян, 89 чоловік молоді насильницьки вивезені в Німеччину, розбито і спалено 28 житлових будинків, 102 інших будівель. Збитки нанесені хухрянським колгоспам з жовтня 1941 року по серпень 1943 року оцінювалися в 279 млн. 777 тис. карбованців, населенню села — 33 млн. 097 тис. крб.
19 серпня 1943 року після важких боїв Хухра була звільнена військами Воронезького фронту. Визволення коштувало дорого — в братській могилі в центрі села поховані 87 радянських воїнів і 22 партизани.

Збір врожаю картоплі у колгоспі. Середина шістдесятих років.

В 1950 році вісім хухрянських колгоспів були об'єднані в одне багатогалузеве господарство — колгосп імені Леніна. В 1953 році в колгоспі було 25 тракторів (в перерахунку на 15-сильні), а в 1962-му 4342 га орної землі колгоспу обробляли 16 гусеничних тракторів, 14 колісних, 10 зернових комбайнів, 3 силосних, 5 кукурудзозбиральних, 6 бурякокомбайнів. Колгоспне господарство обслуговувало 22 автомашини, у тому числі пожежна і легкова.
На кінець 1960-х за колгоспом були закріплені 6840 гектарів сільськогосподарських угідь, у тому числі 5298 га орної землі. Господарство вирощувало зернові культури, цукровий буряк та овочеві, та займалося м'ясо-молочним тваринництвом. В селі діяли цегельний завод, млин, молочний завод, птахоферма, тваринницький комплекс. За успіхи в розвитку сільського господарства, освіти та охорони здоров'я 175 хухрян були нагороджені орденами і медалями СРСР.
У 1963 році на околиці села відкрито нафтогазове родовище «Рибальське». А з червня 1965 року розпочав роботу Рибальський нафтогазовий промисел..
Грудень 1991 року став переломним періодом у житті хухрян. 1391 мешканець села віддав свій голос за Незалежність України.
В 1990-х сільгосппідприємство «Хухрянське» було одним з найміцніших в районі (останній керівник — Олександр Якович Гриненко). В 2000-х землі Хухрянської та інших сусідніх сільських рад почала обробляти корпорація «Райз», утворивши Хухрянську філію «Райз-Максимко» (керівник — Микола Васильович Смілик).
З 1980-х по 2006 рік сільським головою була Отич Валентина Василівна. З 2006 по 2010 — Жадан Ольга Іванівна. З 2010 і дотепер — Яцюк Михайло Васильович (переобраний на новий термін в 2015 році).
В Охтирській районній раді шостого скликання (обрана в 2010 році) Хухрянську територіальну громаду представляють Смілик Микола Васильович, Отич Валентина Василівна та Гавриленко Сергій Анатолійович.
В Охтирській районній раді сьомого скликання (обрана в жовтні 2015 року) — Смілик Микола Васильович, Гавриленко Сергій Анатолійович та Гавриленко Олександр Анатолійович.
В жовтні 2015 року в Парку Слави — на місці, де колись стояла Покровська церква був встановлений віднайдений напередодні накупольний хрест цього Храму. Тепер (до відновлення церкви чи спорудження каплички) він є поклонним, його можуть побачити всі, хто проїжджає по автодорозі державного значення Суми-Полтава-Олександрія.
29 жовтня 2017 року відбулись вибори, за результатами яких було сформовано депутатський склад новосформованої (укрупненої) Чернеччинської сільської ради. Від Хухри до депутатського корпусу було обрано: Кульбич Світлана Іванівна, Бабич Анатолій Іванович, Денчик Юрій Анатолійович, Смілик Микола Васильович. Всі балотувались шляхом самовисування.
На території сільської ради працюють загальноосвітня школа I-III ступенів, дошкільний навчальний заклад, сільський Будинок культури, бібліотека, сільська дільнична лікарня, Хухрянське лісництво.
12 червня 2020 року, відповідно до розпорядження Кабінету Міністрів України № 723-р «Про визначення адміністративних центрів та затвердження територій територіальних громад Сумської області», село увійшло до складу Черниччинської сільської громади.
19 липня 2020 року, в результаті адміністративно-територіальної реформи та ліквідації Охтирського району(1923-2020), село увійшло до складу новоутвореного Охтирського району.

## Населення

### Мова
Розподіл населення за рідною мовою за даними перепису 2001 року:
| Мова            | Кількість | Відсоток |
| --------------- | --------- | -------- |
| українська      | 2006      | 96,96%   |
| російська       | 60        | 2,90%    |
| білоруська      | 1         | 0,05%    |
| інші/не вказали | 2         | 0,09%    |
| Усього          | 2069      | 100%     |

## Освіта в Хухрі

Старий шкільний будинок в Хухрі. 1962 рік.

Шкільний сад. Фото 1962 року.

Першу школу почали будувати в 1855 році на кошти селян, будівництво закінчилось в 1860 році, в 1893 році ця школа була реорганізована в церковно–приходську школу при Покровській церкві. В ній навчав 1 вчитель і навчався 51 учень. В 1895 школа була перейменована в Хухрянське народне училище, в ньому було 3 вчителя.
В 1896 році відкрилася трьохкласна церковно–приходська школа при Миколаївській церкві, 1910 році в ній навчалося 140 хлопчиків і 26 дівчаток. Зараз в цьому приміщенні знаходиться кафе–бар «Елена».
В 1912 році на гроші волості була побудована нова двохповерхова школа. Ця школа була покинута в 1981 році. Вона збереглася як пам'ятка.
В 1921 році в Хухрі відкрилися хата-читальня і неповна середня школа, в якій навчалися 300 дітей і працювало шість учителів. У 1937–1938 навчальному році в Хухрянській школі працював вчителем української мови майбутній український поет Платон Воронько.
Під час окупації школа була закрита, а її директора Марію Захарівну Пономарьову фашисти розстріляли 6 січня 1942 року. Але відразу після звільнення села робота школи була відновлена — з 1 вересня 1943 року в Хухрі відкрилася семирічна школа, якою були охоплені майже всі сільські діти.
У 1949 році семирічна школа була реорганізована в середню. Шкільні приміщення ремонтували вчителі і колгоспники. Силами вчителів школа забезпечувалася і паливом. Активну участь у цьому брали вчителі М. Т. Олексієнко, О. А. Руднєва, М. І. Коденець, Г. К. Олексієнко та інші. Шкільна молодь і їх вчителі відремонтували і сільський клуб, в якому школярі — любителі художньої самодіяльності виступали з концертами.
За період з 1953 по 1964 рік в Хухрянській школі отримали середню освіту 344 жителі села. Багато випускників школи продовжили навчання в середніх спеціальних і вищих навчальних закладах. В 1965 році в школі працювали 14 вчителів з вищою освітою, 3 — з незакінченою вищою, 16 — з середньою. З 1966 по 1972 рік завучем школи працював ветеран Другої Світової війни, відмінник народної освіти України Кулик Іван Гаврилович.
В 1971 році почалося будівництво нової школи, в яку й перейшли в 1981 році. Зараз це є діюча школа.
Сьогодні Хухрянська школа — загальноосвітній навчальний заклад І-ІІІ ступенів. В школі навчається 419 учнів, працює 35 вчителів. Директор школи — Бабич Анатолій Іванович.

## Відомі люди
Народилися
- Гавриленко Володимир Михайлович (1975—2023) — солдат збройних сил України, учасник російсько-української війни.[24].
- Гавриленко Сергій Анатолійович — український військовик та державний діяч, учасник російсько-української війни[25].
- Косовський Василь Сергійович (2001-2023) — старший солдат Збройних сил України, учасник російсько-української війни. Герой України (посмертно).
- Марченко Анатолій Олександрович — полковник, командир в/ч 2260 (до 2014 року);
- Яцюк Сергій Анатолійович — багаторазовий чемпіон України в категорії «чоловіки до 180 см.» та абсолютний чемпіон з бодібілдингу в 2000-х роках, володар титулу «Містер Україна», триразовий чемпіон Європи в різних версіях та абсолютний чемпіон, бронзовий призер чемпіонату Європи з бодибілдингу 2013 року (версія IFBB), чемпіон світу з бодибілдингу по версії WABBA (Угорщина, Будапешт, 18.06.2011 р.).
- 26 грудня 2017 року на Алеї Слави в м. Суми було поховано учасника АТО, випускника Хухрянської школи 1994 року, підполковника СБУ Ширкова Сергія Івановича, який загинув на Донбасі.

## Пам'ятки
- У Хухрі споруджені меморіальний комплекс пам'яті радянським воїнам-визволителям та стели, на яких викарбувано імена односельців, які загинули на фронтах німецько-радянської війни. А у 1975 році встановлені погруддя герою-односельцю полковнику Олександру Петровичу Коденцю та його дочці Лізі, героїчно полеглим у боротьбі за свободу Батьківщини[18].
- Село відоме хухрянським капусняком з рибою

## Галерея

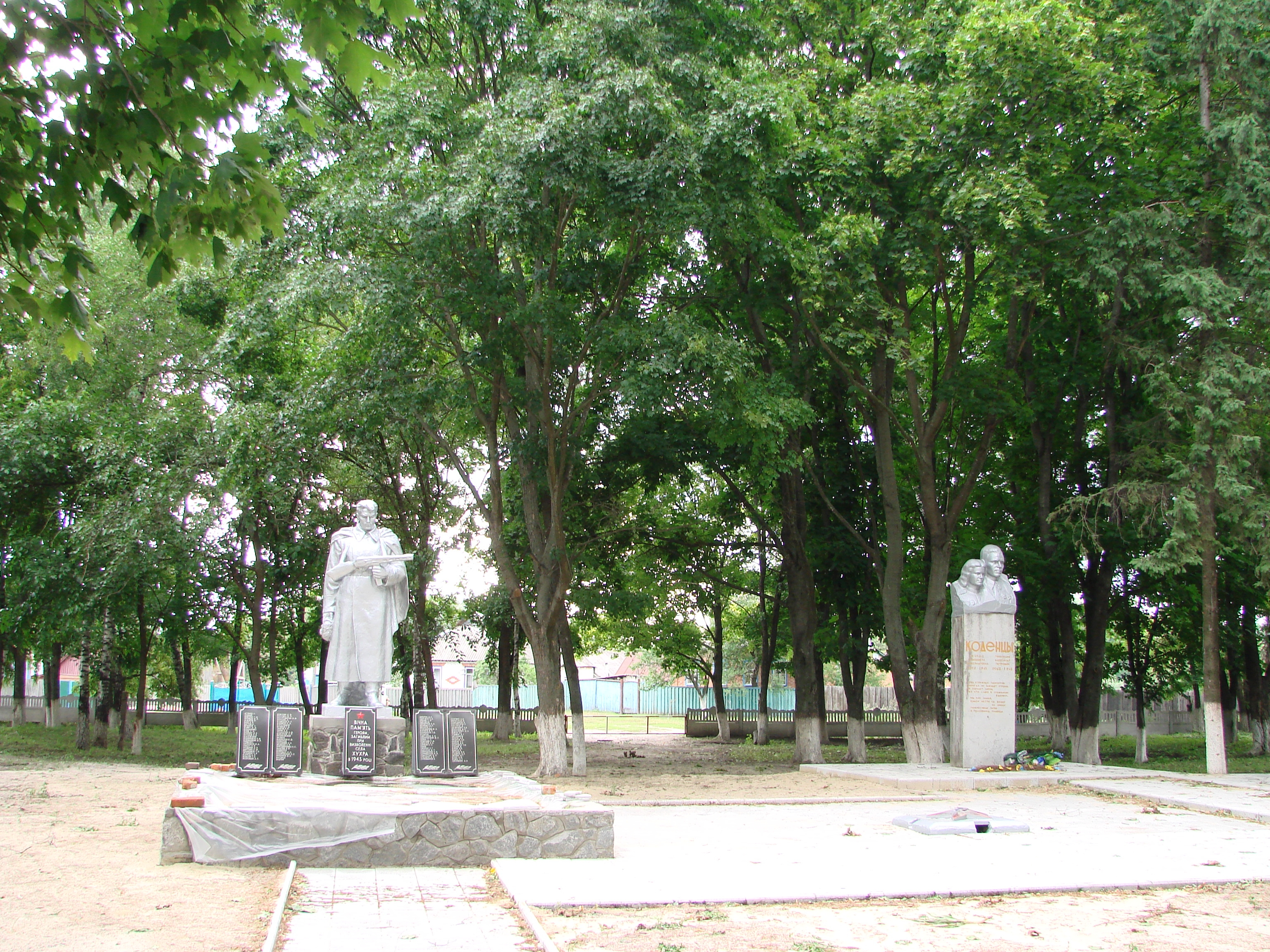
Монумент солдатам-визволителям
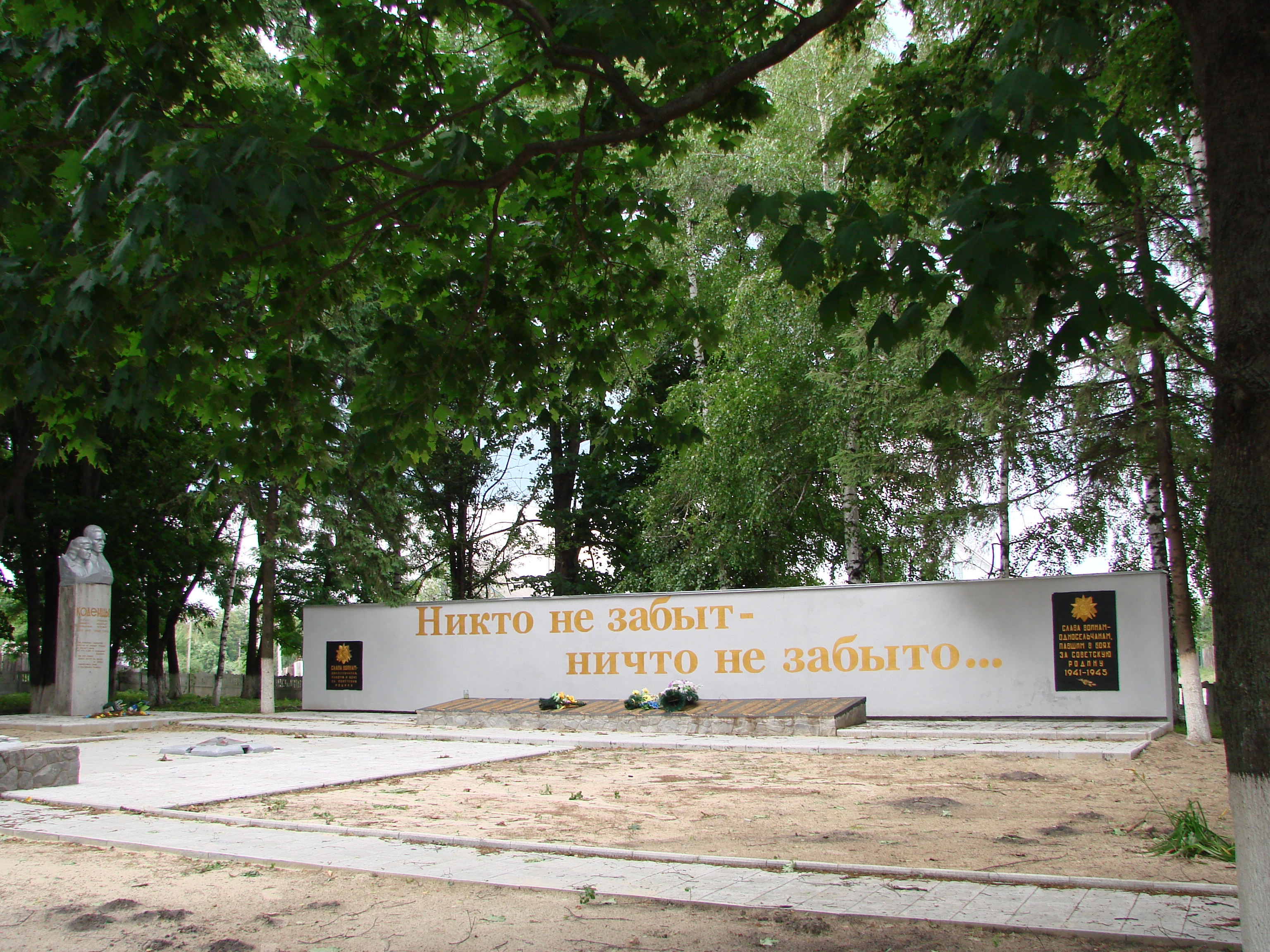
Пам'ятник загиблим односельцям
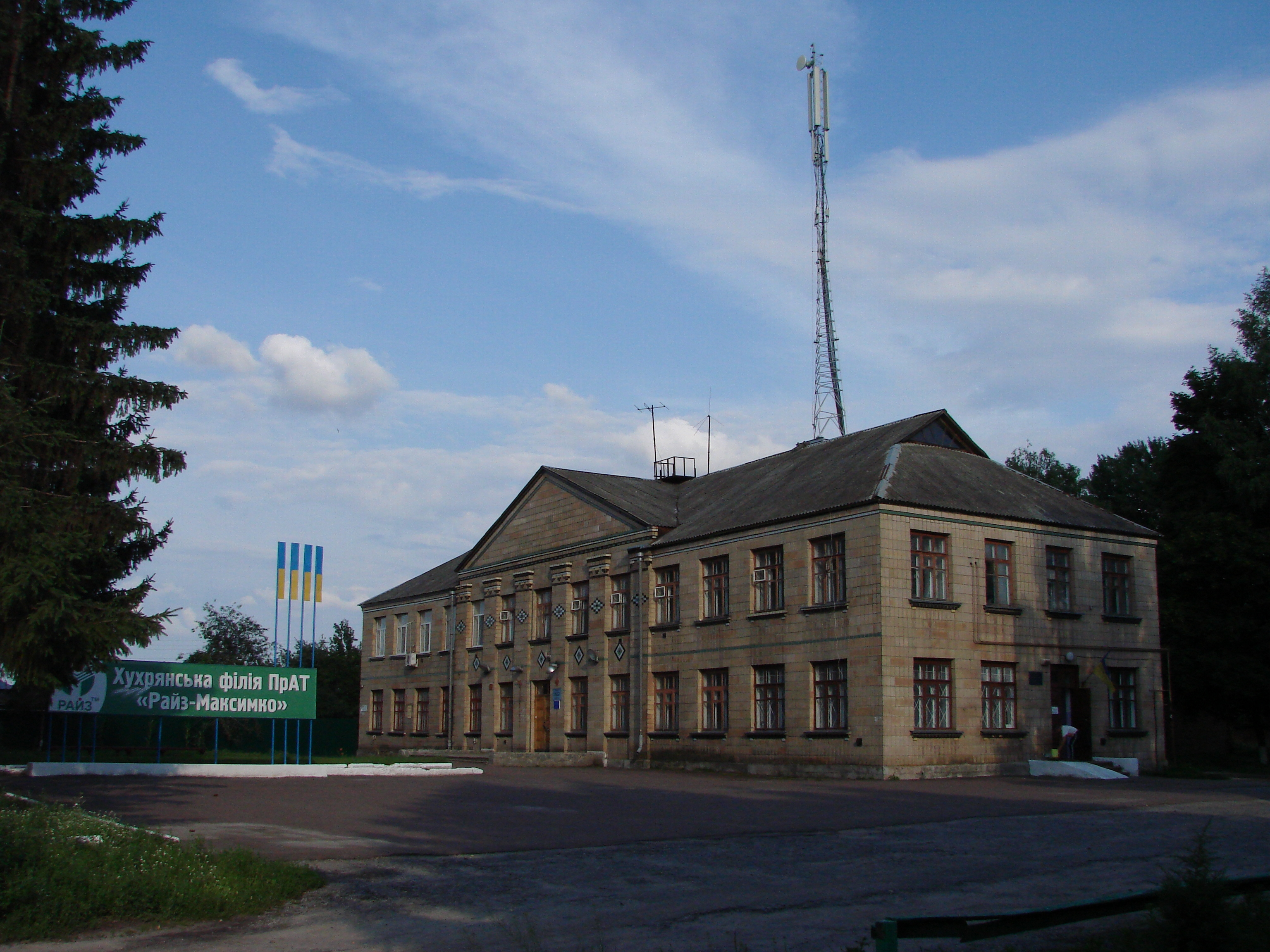
Правління агрофірми
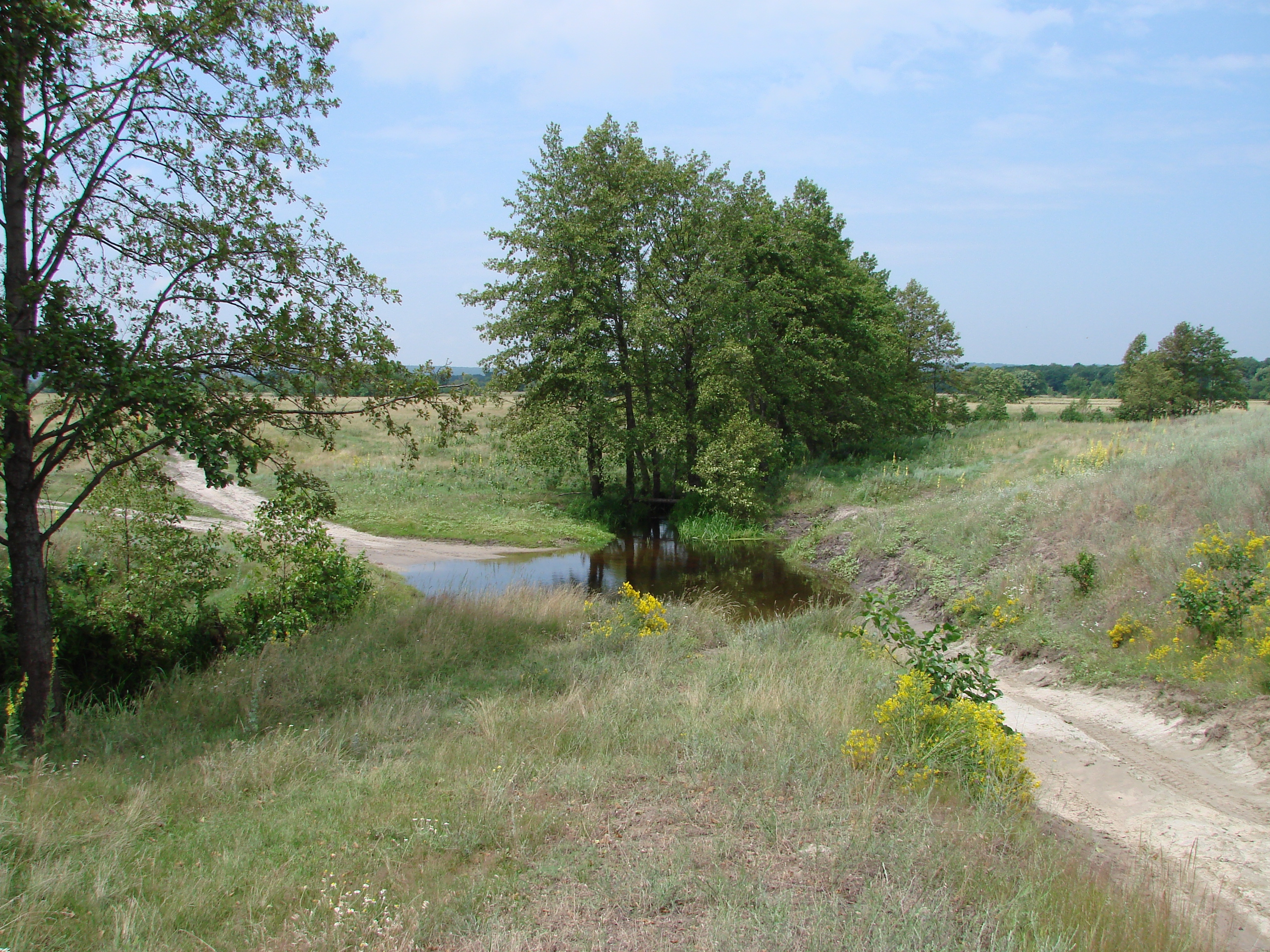
Річка Хухра
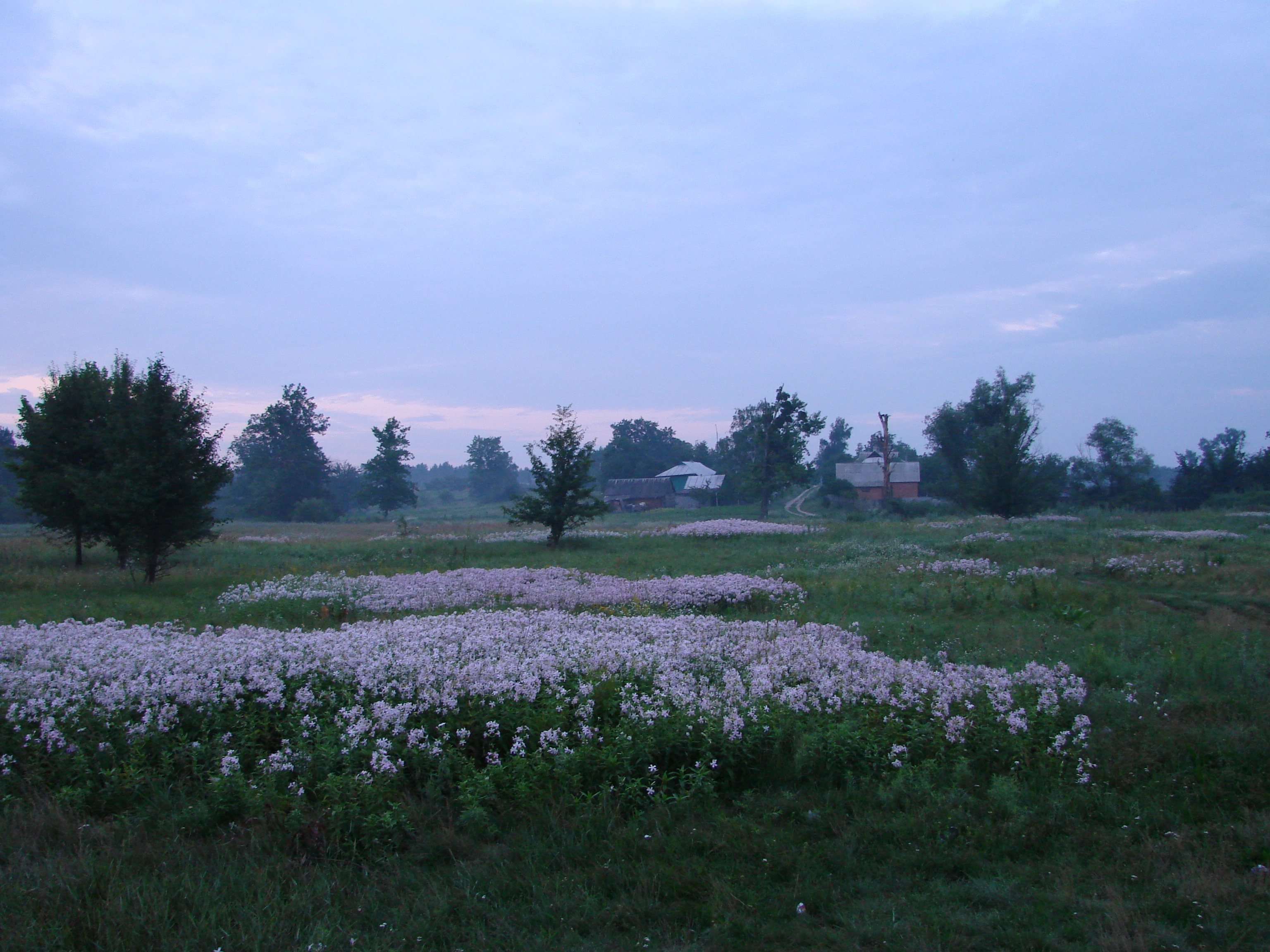
Луки під Хухрою
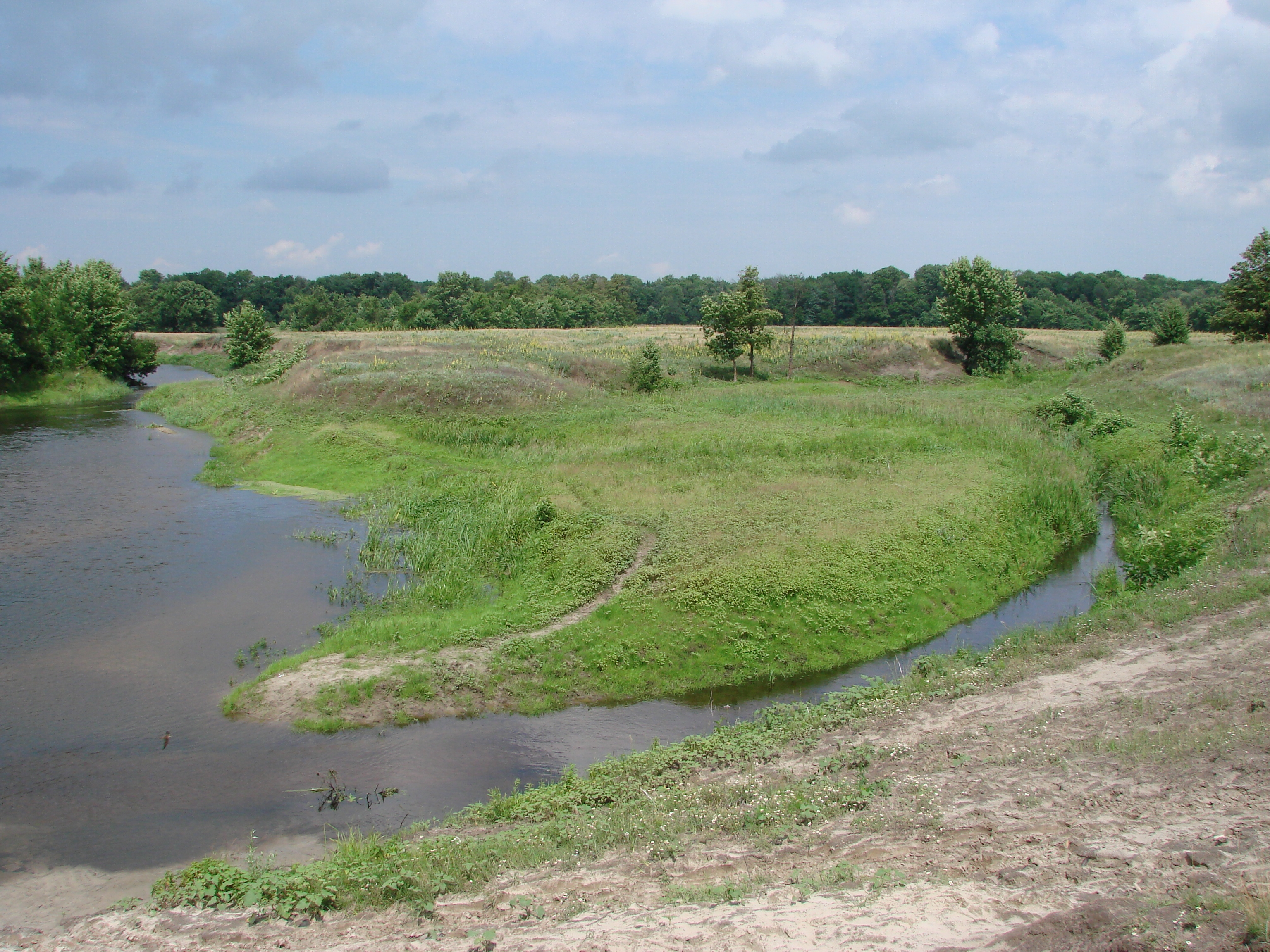
Ворскла